# اوبرندورف (روتنبورگ)
اوبرندورف (به آلمانی: Oberndorf) یک منطقهٔ مسکونی در آلمان است که در روتنبورگ آم نکا واقع شده‌است. اوبرندورف ۱٬۴۶۶ نفر جمعیت دارد.